# جلبک‌شناسی

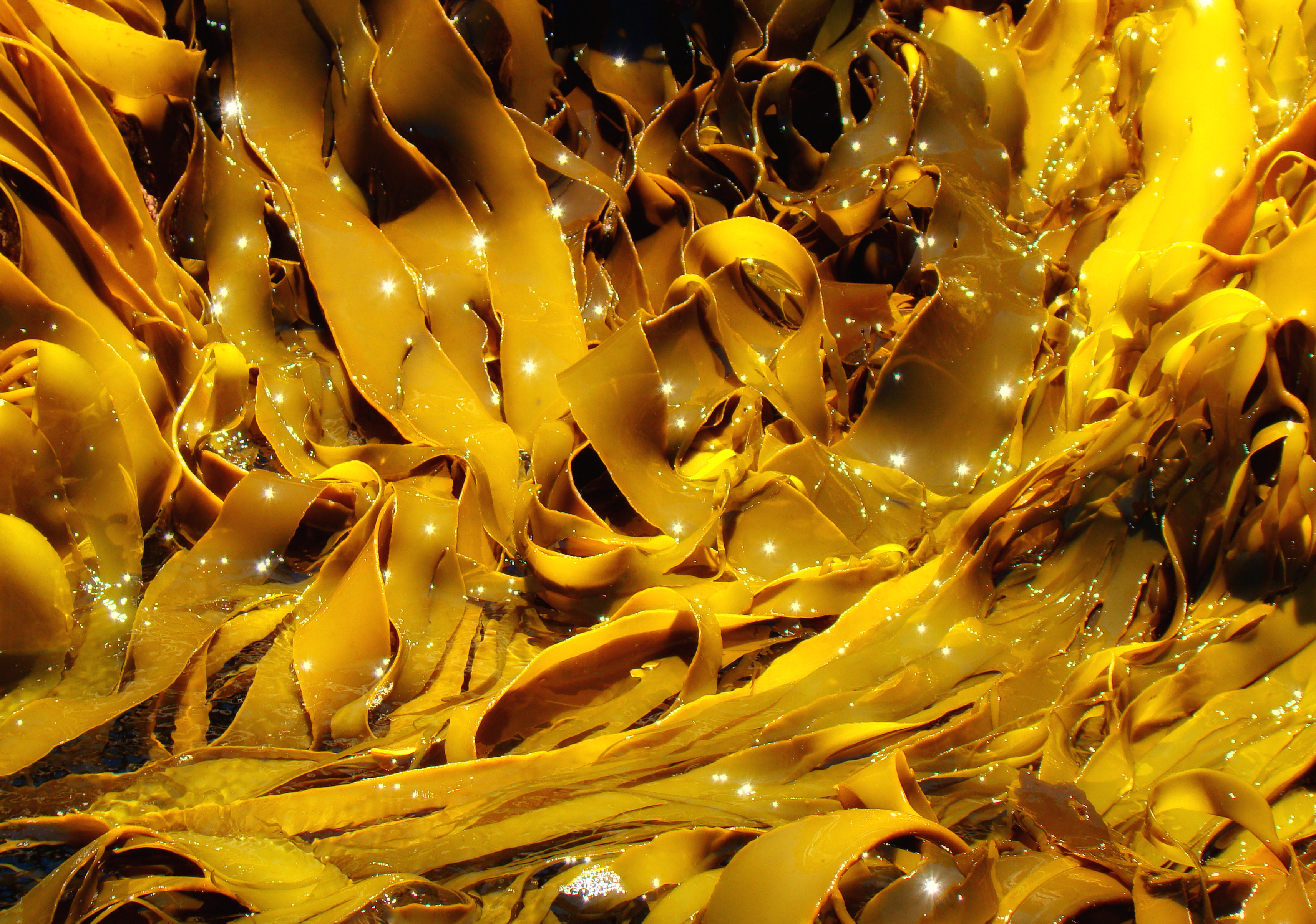
نمونه‌ای از اشنه دریایی

جلبک‌شناسی (φῦκος) دانش مطالعه و بررسی جلبک‌ها است. این دانش شاخه‌ای از علوم زیستی و زیرشاخه گیاه‌شناسی برشمرده می‌شود.
جلبک‌ها در اکوسیستم آبی به‌عنوان تولیدکنندگان دستِ اول دارای اهمیت هستند. بیشتر جلبک‌ها یوکاریوتی و فوتوسنتزکننده در محیط‌های مرطوب هستند. جلبک‌ها از بقیه گیاهان بالاتر از خود در ساقه، ریشه و برگ تمیزپذیر هستند. این موجودات گل یا شکوفه نمی‌کنند. در جلبک‌شناسی، افزون بر گونه‌های یوکاریوتی، گونه‌های پروکاریوتی شامل جلبک‌های سبزآبی و سیانوباکتری‌ها نیز مورد بررسی قرار می‌گیرند.
این شاخه در سال ۱۷۵۷ توسط پر اُسبک و با تشریح گونه‌ای به نام فوکوس ماکسیموس بنیاد گزارده شد.